# Chen Yunxia
Chen Yunxia (förenklad kinesiska: 陈云霞; traditionell kinesiska: 陳雲霞; pinyin: Chén Yúnxiá), född 5 december 1995, är en kinesisk roddare.

## Karriär
Chen tog guld tillsammans med Zhang Ling, Lü Yang och Cui Xiaotong i scullerfyra vid olympiska sommarspelen 2020 i Tokyo.
I september 2022 vid VM i Račice tog Chen guld tillsammans med Zhang Ling, Lü Yang och Cui Xiaotong i scullerfyra. I september 2023 vid VM i Belgrad tog de brons tillsammans i scullerfyra.